# Spoleto
Spoleto (latin: Spoletium) är en stad och kommun i provinsen Perugia i regionen Umbrien i Italien. Kommunen hade 37 855 invånare (2018). Staden ligger på foten till Apenninerna vid Tiberns biflod Topino. Under medeltiden var det ett hertigdöme, ingick sedan i Kyrkostaten, och införlivades med Italien 1860.

## Stadsbild

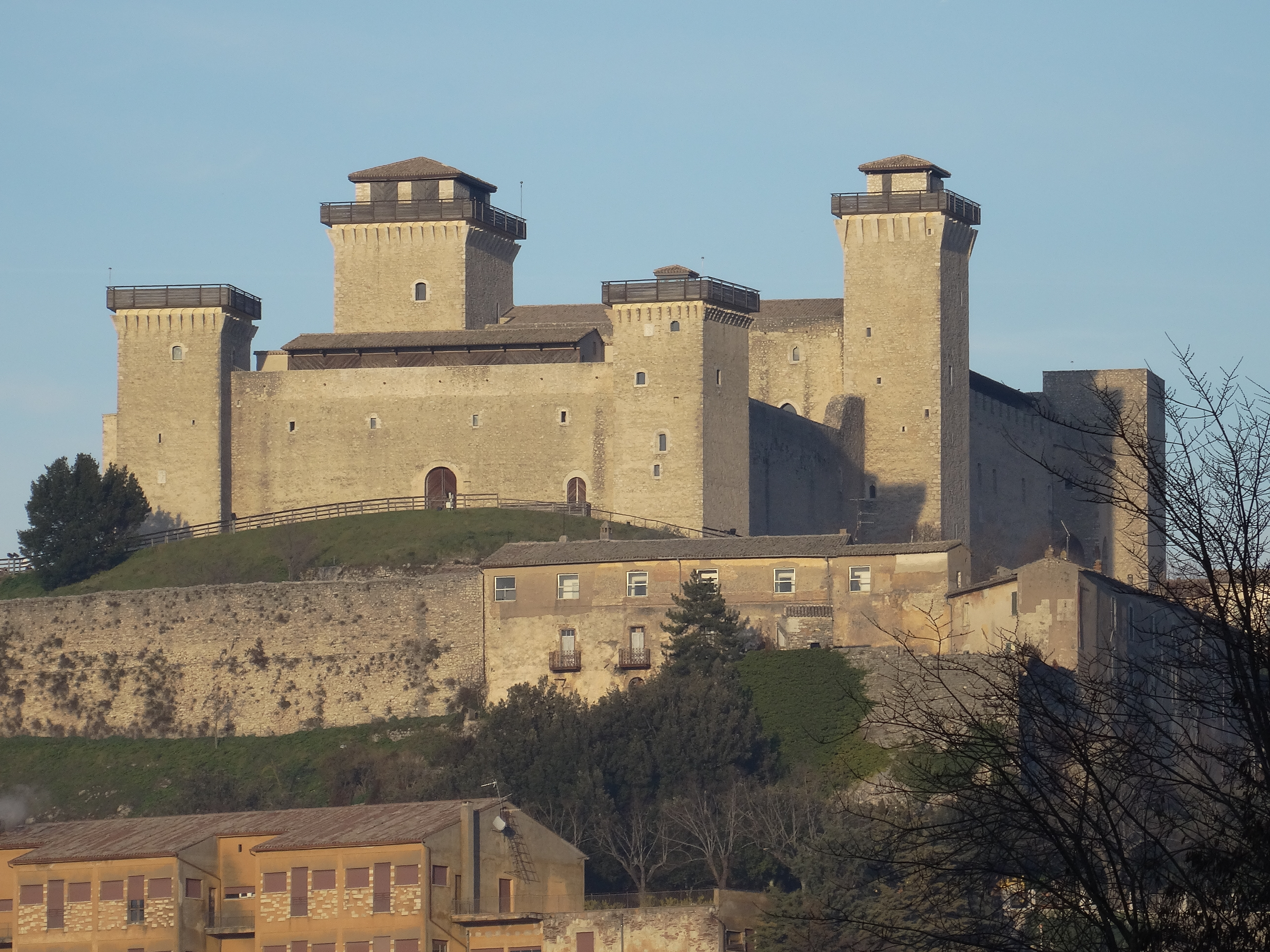
Rocca Albornoziana

Staden har många ansenliga palats, bland annat Palazzo Comunale, kommunalpalatset med målningar av Spagna, mer än tjugu kyrkor, däribland katedralen Santa Maria dell'Assunta med fresker av Filippo Lippi, samt åtskilliga byggnadsminnen från antiken (ruiner efter några tempel, en akvedukt, en romersk teater med mera).
Ståtlig är den 206 meter långa och 81 meter höga viadukt (tillika vattenledning), som leder över en djup klyfta och som i sin nuvarande gestalt byggdes 1355. Det gamla kastellet, La Rocca eller Rocca Albornoziana, som en tid begagnades till straffängelse, uppfördes 1364 för kardinal Gil Álvarez Carrillo de Albornoz samt erövrades 1831 av insurgenterna under Sercognani och 1860 av piemontesarna.

## Historia
Staden var i forntiden, då den hette Spoletium, en av de mest betydande i Umbrien, blev 241 f.Kr. romersk koloni och försvarade sig 217 f.Kr. tappert mot Hannibal. Av goterna förstörd, återuppbyggdes staden av Narses. Under det langobardiska herraväldet i Italien blev den 574 huvudstad i hertigdömet Spoleto, som ägde bestånd även under frankernas herravälde och omfattade större delen av östra mellersta Italien. Guido II, sedan 882 hertig av Spoleto, blev 891 romersk kejsare, och hans son Lambert, medkejsare 892, blev ensam kejsare 894.
På 1000-talet var det en kort tid förenat med Tuscien, men blev 1030 åter självständigt. År 1155 förstördes staden av Fredrik Barbarossa. Det införlivades 1220 med Kyrkostaten, och var skådeplats för striden mellan guelfer och ghibelliner, tills kardinal Gil Álvarez Carrillo de Albornoz 1354 återställde den påvliga ordningen.
Napoleon I intog staden 1809, och den var då en stund huvudstad i det franska departementet Trasimène, men inom fem år återgick den till Kyrkostaten, eftersom Nopoleon besegrades. År 1860 uppgick dess område i kungariket Italien.